# Odontura maroccana
Odontura maroccana är en insektsart som beskrevs av Bolívar, I. 1908. Odontura maroccana ingår i släktet Odontura och familjen vårtbitare. Inga underarter finns listade i Catalogue of Life.